# Le Survenant (roman)
Pour les articles homonymes, voir Le Survenant.
Le Survenant, publié par Germaine Guèvremont (Canada) en 1945, est le roman du terroir canadien-français le mieux achevé, le chef-d'œuvre du genre. L'auteure lui a écrit une suite, Marie-Didace, publiée en 1947.
Ce roman a d'abord donné naissance à une adaptation radiophonique, puis à des séries télévisées entre 1954 et 1960, de même qu'au film d'Érik Canuel sorti en 2005,. En 1950, Le Survenant était traduit en anglais par Eric Sutton et publié simultanément à Londres, New York et Toronto. Ces éditions anglaise (The Monk's Reach) et américaine (The Outlander) regroupaient en fait les deux romans Le Survenant et Marie-Didace en un seul volume.

## Résumé
Sainte-Anne-de-Sorel est un village situé près de Sorel. Le Survenant demande son repas et un coin pour passer la nuit. Dans les jours qui suivent, sans jamais révéler son nom ou ses origines, il aide à accomplir les travaux de la ferme et se révèle bon travailleur. Le vieux Didace, le père de famille, lui offre de rester en échange de son travail. Son fils Amable-Didace et sa bru Alphonsine voient d'un mauvais œil l'intrusion de ce « Survenant » dans la famille, surtout qu'il les éclipse par sa force et son ardeur au travail.
L'hiver vient. Ayant beaucoup voyagé et étant un conteur hors pair, le « Grand-dieu-des-routes » exerce un si fort attrait sur les habitants du hameau que tous accourent chez les Beauchemin pour l'entendre. Ce sont des sédentaires, ancrés dans leurs traditions, qui connaissent bien peu le vaste monde. Angélina, une voisine qui a éconduit tous les soupirants du voisinage, en tombe amoureuse et le Survenant semble répondre à son amour.
L'hiver passe et le Survenant semble vouloir rester au Chenal. L'amitié du père, qui aimerait avoir un fils comme lui, et l'amour franc de la voisine lui font oublier les mesquineries dont il est l'objet dans ce milieu fermé et résolument traditionnel. On admire sa force et son adresse au travail, mais on critique son tempérament bagarreur et son penchant pour l'alcool. L'été revient. Le héros se trouve à la croisée des chemins : rester ou partir ? 
« S'il reste, c'est la maison, la sécurité, l'économie en tout et partout, la petite terre de vingt-sept arpents, neuf perches, et le souci constant des gros sous... » « S'il part, c'est la liberté, la course dans la montagne avec son mystère au déclin. Et tout à coup : une sonnaille au vent. Le jappement d'un chien. Un tortillon de fumée. Une dizaine de maisons. Des visages étrangers. Du pays nouveau. La route. Le vaste monde... » 
Réalisant qu'il ne fera jamais vraiment partie du « petit monde mesquin » que constitue le Chenal du Moine, il cède à l'appel de la route qui le tourmente depuis le printemps. Au début de l'automne, soit un an après son arrivée, il repart comme il était venu, sans même un au revoir pour Angélina ou le père Didace qui étaient devenus ses alliés.
Pour conclure, le Survenant aura changé la vie des principaux personnages de l'histoire : le père Didace, veuf, tombera amoureux de l'Acayenne, veuve aussi, et malgré son âge avancé, décidera à la fin de l'histoire de l'épouser pour fonder une nouvelle famille, son fils Amable et sa bru Alphonsine essayant depuis longtemps de fonder une famille attendront leur premier enfant et Angélina, tombant amoureuse du Survenant, se libérera de sa carapace.

## Personnages
- Didace Beauchemin
- Mathilde (épouse de Didace)
- Amable Beauchemin (fils de Didace)
- Alphonsine (marié à Amable Beauchemin)
- David Desmarais (voisin de la famille Beauchemin)
- Angélina (vieille fille, fille de David)
- Le Survenant
- Beau-Blanc (porteur de nouvelles de la ville)
- Le Curé
- Pierre-Côme Provençal (ami de Didace et maire du Chenal du Moine)
- Joinville Provençal (un des quatre fils de Pierre-Côme Provençal)
- Acayenne (future femme de Didace)
- Marie-Amanda

## Prix et honneurs
- 1946 : Prix Anathase-David[6]
- 1946 : Prix Sully-Oliver de Serres de l'Académie Française[7]
- 1950 : Prix du Gouverneur général du Canada (pour la traduction anglaise)[5]

## Hommages
La rue du Survenant a été nommée en l'honneur de ce roman, en 2006, dans la ville de Québec.